# Chillán
Chillán is een gemeente in de Chileense provincie Diguillín en hoofdstad van de centrale regio Ñuble. Chillán telde 184.739 inwoners in 2017 en heeft een oppervlakte van 511 km².
De plaats is de zetel van het rooms-katholieke bisdom San Bartolomé de Chillán.

## Geboren in Chillán
- Bernardo O'Higgins (1778-1842), staatshoofd van Chili
- Claudio Arrau (1903-1991), pianist
- Matilde Urrutia (1912-1985), zangeres en schrijfster; echtgenote van Pablo Neruda
- Víctor Jara (1932-1973), volkszanger